# Liste der Staatsoberhäupter 96
Übersicht
◄◄ | ◄ | 92 | 93 | 94 | 95 | Liste der Staatsoberhäupter 96 | 97 | 98 | 99 | 100 | ► | ►►

Weitere Ereignisse

## Afrika
- Aksumitisches Reich
  - König: s. Aksumitisches Reich

- Reich von Kusch
  - König: Teqerideamani I. (90–114)

- Römisches Reich
  - Provincia Romana Aegyptus
    - Präfekt: Marcus Iunius Rufus (94–98)

## Asien
- Armenien
  - König: Sanatrukes (75–110)

- China
  - Kaiser: Han Hedi (88–106)

- Iberien (Kartlien)
  - König: Mirdat I. (58–106)

- Indien
  - Indo-Parthisches Königreich
    - König: Pacores (um 100)

  - Shatavahana
    - König: vgl. Liste der Herrscher von Shatavahana

- Japan (Legendäre Kaiser)
  - Kaiser: Keikō (71–130)

- Korea
  - Baekje
    - König: Giru (77–128)

  - Gaya
    - König: Suro (42–199?)

  - Silla
    - König: Pasa von Silla (80–112)

- Kuschana
  - König: Vima Kadphises (90–100)

- Nabataea
  - König: Rabbel II. (70–106)

- Osrhoene
  - König: Sanatruk (91–109)

- Partherreich
  - Schah (Großkönig): Pakoros II. (78–115)

- Römisches Reich
  - Provincia Romana Syria
    - Legatus: Marcus Cornelius Nigrinus Curiatius Maternus (94–97)

## Europa
- Bosporanisches Reich
  - König: Sauromates I. (93/94–123/124)

- Dakien
  - König: Decebalus (85–106)

- Iberien
  - König: Azork  (87–106)

- Römisches Reich
  - Kaiser: Domitian (81–96)
  - Kaiser: Nerva (96–98)
    - Konsul: Gaius Manlius Valens (96)
    - Konsul: Gaius Antistius Vetus (96)
    - Suffektkonsul: Quintus Fabius Postuminus (96)
    - Suffektkonsul: Titus Prifernius Paetus (96)
    - Suffektkonsul: Tiberius Catius Caesius Fronto (96)
    - Suffektkonsul: Marcus Calpurnius (96)

  - Provincia Romana Britannia
    - Legat: Publius Metilius Nepos (96)